# Mendoza nobilis
Mendoza nobilis är en spindelart som först beskrevs av Grube 1861.  Mendoza nobilis ingår i släktet Mendoza och familjen hoppspindlar. Inga underarter finns listade i Catalogue of Life.